# Metropolia Arusha
Metropolia Arsuha – jedna z 7 metropolii kościoła rzymskokatolickiego w Tanzanii. Została ustanowiona 16 marca 1999. 

## Diecezje
- Archidiecezja Arusha
  - Diecezja Mbulu
  - Diecezja Moshi
  - Diecezja Same

## Metropolici
- Josaphat Louis Lebulu (1999-2017)
- Isaac Amani Massawe (od 2017)